# Parc de Lacroix-Laval

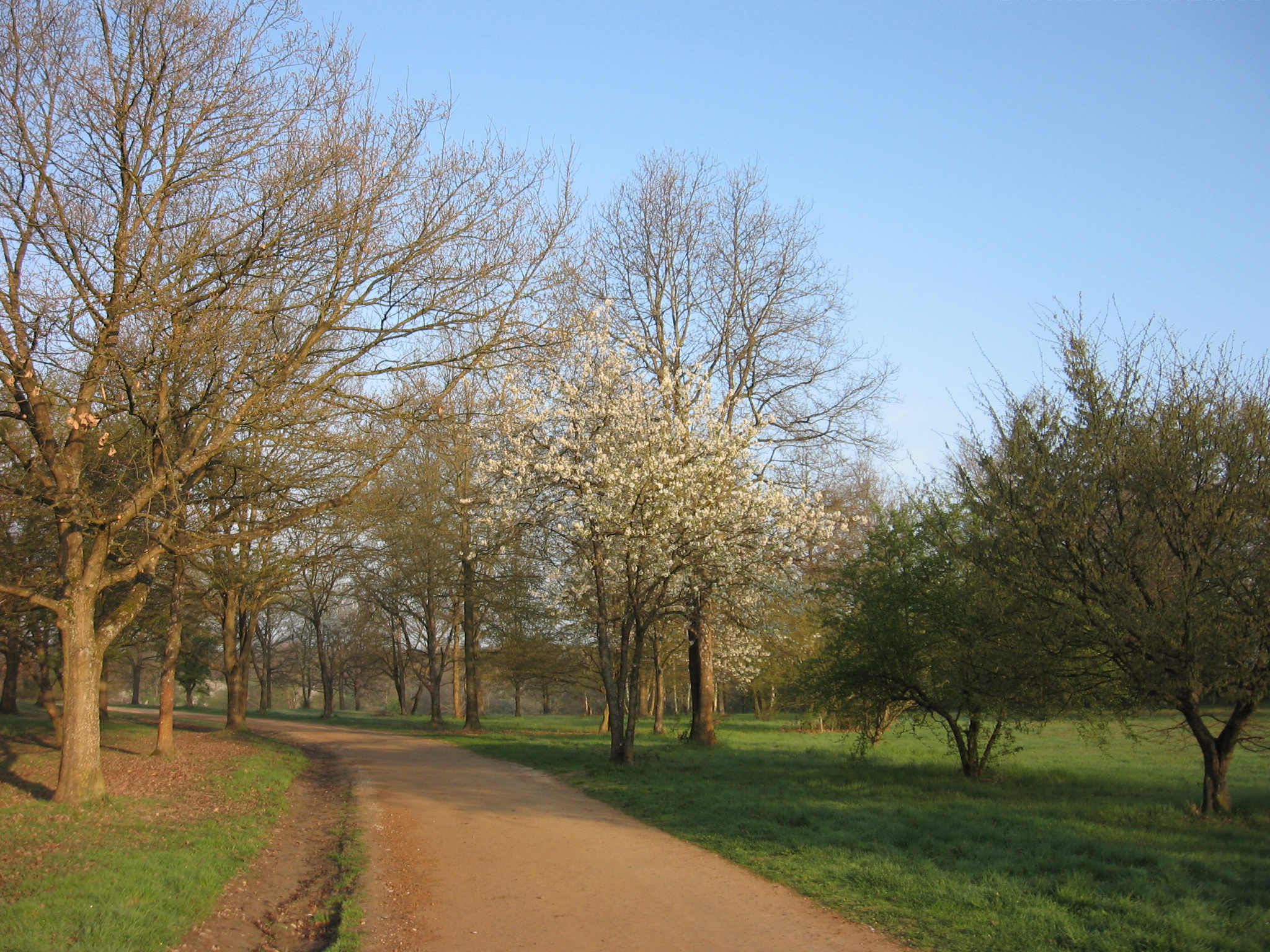
Parc de Lacroix-Laval

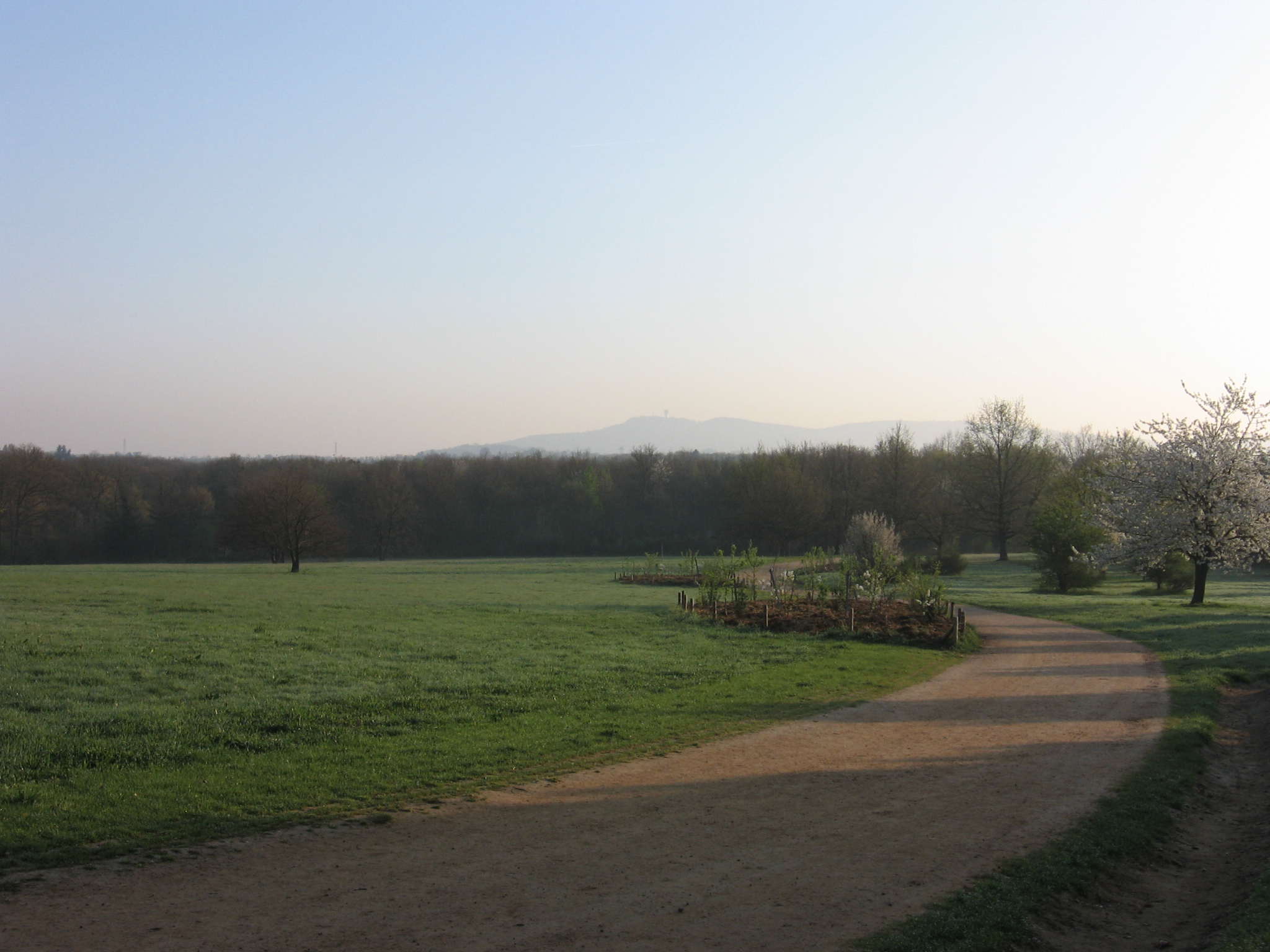
Parc de Lacroix-Laval

Het Parc de Lacroix-Laval is een park (Frans: domaine) even ten noordwesten van de Franse stad Lyon in het departement Rhône in de gemeenten Charbonnières-les-Bains, Marcy-l'Étoile en La Tour-de-Salvagny. Het deels bebost gebied omvat ongeveer 115 ha en werd in 1985 opengesteld voor het publiek. Op het grondgebied staat het kasteel Château de Lacroix-Laval.